# مانويلا مولر
مانويلا مولر هي متزحلقة حرة سويسرية، ولدت في 7 أكتوبر 1980 في تالفيل في سويسرا.

## وصلات خارجية
- مانويلا مولر على موقع الاتحاد الدولي للتزلج (التزلج الحر) (الإنجليزية)
- مانويلا مولر على موقع أوليمبيديا (الإنجليزية)